# Macellopis ustata
Macellopis ustata är en fjärilsart som beskrevs av George Francis Hampson 1926. Macellopis ustata ingår i släktet Macellopis och familjen nattflyn. Inga underarter finns listade i Catalogue of Life.